# Beng Rovigo Volley 2014-2015
Questa voce raccoglie le informazioni riguardanti la Beng Rovigo Volley nelle competizioni ufficiali della stagione 2014-2015.

## Stagione
La stagione 2014-15 è per la Beng Rovigo Volley la seconda consecutiva in Serie A2; viene cambiato sia l'allenatore, la scelta cade su Diego Flisi, che buona parte della rosa: le uniche conferme riguardano Laura Crepaldi e Roberta Brusegan. Tra i nuovi arrivi spiccano quelli di Giulia Pincerato, Carolina Zardo, Alessandra Guatelli, Silvia Lotti, Costanza Manfredini e Lulama Musti De Gennaro, mentre tra le cessioni si segnalano quelle di Marta Agostinetto, Veronica Giacomel, Chiara Aluigi, Stefania Pistolato e Daniela Nardini.
Il campionato si apre con tre successi di fila: la prima sconfitta arriva alla quarta giornata contro la Pallavolo Hermaea; dopo altre due vittorie seguono tre sconfitte. Nelle ultime tre giornate del girone di andata la squadra di Rovigo vince una sola partita, fermandosi al sesto posto in classifica, qualificandosi per la Coppa Italia di categoria. Nelle prime sette giornate del girone di ritorno la Beng Rovigo Volley trova il successo per cinque volte, poi dopo un periodo di risultati altalenanti, perde le ultime tre sfide della regular season, chiudendo al quinto posto. Nei quarti di finale dei play-off promozione, supera con una doppia vittoria il New Volley Libertas, mentre nelle semifinali la sfida è contro l'Obiettivo Risarcimento Volley: dopo aver perso gara 1, ma vinto gara 2, le venete vengono eliminate dalla corsa alla promozione a seguito del 3-1 inflittole dalle avversarie.
Grazie al sesto posto al termine del girone di andata della Serie A1 2015-16, la Beng Rovigo Volley partecipa alla Coppa Italia di Serie A2; nei quarti di finale la squadra supera il Volley Towers con un doppio 3-1, sia nella gara di andata sia in quella di ritorno, mentre nelle semifinali perde la gara di andata per 3-1 contro la Pro Victoria, ma vince quella di ritorno per 3-0, accedendo alla finale per un miglior quoziente set: nell'ultimo atto della competizione però viene sconfitta 3-0 dal Neruda Volley.

## Organigramma societario
Area direttiva
- Presidente: Antonio Monesi
- Vicepresidente: Valeria Rizzi
- Consigliere: Fabio Volpe, Nicola Settini
- Segreteria generale: Silvia Grendene
- Amministrazione: Silvia Grendene

Area organizzativa
- Direttore sportivo: Alessandro Carraro
- Accompagnatore: Ilario Davì, Fabrizio Vicariotto, Euro Chiarello

Area tecnica
- Allenatore: Diego Flisi
- Allenatore in seconda: Stefano Ferrari (fino al 12 dicembre 2014), Alessio Simone (dal 21 gennaio 2015)
- Scout man: Francesca Pantiglioni, Carlo Santin

Area comunicazione
- Speaker: Ilario Davì

Area sanitaria
- Responsabile medico: Marcello Lavezzo
- Medico: Lisa Munari
- Preparatore atletico: Marco Da Lozzo
- Responsabile fisioterapista:Yarno Celeghin
- Fisioterapista: Giulia Pampani, Elena Visentin

## Rosa
| N° | Nome                    | Ruolo | Data di nascita  | Nazionalità sportiva |
| -- | ----------------------- | ----- | ---------------- | -------------------- |
| 2  | Maria Chiara Norgini    | S     | 11 novembre 1998 | Italia               |
| 3  | Carolina Zardo          | L     | 16 novembre 1992 | Italia               |
| 4  | Alessandra Guatelli     | S     | 19 maggio 1983   | Italia               |
| 5  | Silvia Lotti            | S     | 17 giugno 1992   | Italia               |
| 6  | Joelle M'Bra            | S     | 8 marzo 1996     | Italia               |
| 7  | Roberta Brusegan        | C     | 14 gennaio 1986  | Italia               |
| 8  | Lulama Musti De Gennaro | C     | 21 gennaio 1983  | Italia               |
| 9  | Laura Crepaldi          | S     | 1º novembre 1982 | Italia               |
| 10 | Giulia Pincerato        | P     | 16 marzo 1987    | Italia               |
| 11 | Costanza Manfredini     | S     | 16 luglio 1988   | Italia               |
| 12 | Alessandra Coan         | P     | 15 ottobre 1994  | Italia               |
| 13 | Benedetta Milan         | L     | 24 maggio 1995   | Italia               |
| 14 | Gloria Lisandri         | C     | 28 gennaio 1994  | Italia               |
| 16 | Benedetta Puglisi       | C     | 9 giugno 1992    | Italia               |

## Mercato
| Acquisti | Acquisti                | Acquisti           | Acquisti   |
| R.       | Nome                    | da                 | Modalità   |
| -------- | ----------------------- | ------------------ | ---------- |
| P        | Alessandra Coan         | San Giorgio Porcia | definitivo |
| S        | Alessandra Guatelli     | Flero              | definitivo |
| C        | Gloria Lisandri         | Argentario         | definitivo |
| S        | Silvia Lotti            | San Casciano       | definitivo |
| S        | Joelle M'Bra            | Asti               | definitivo |
| S        | Costanza Manfredini     | AGIL               | definitivo |
| L        | Benedetta Milan         | Beng Polesella     | definitivo |
| C        | Lulama Musti De Gennaro | Flero              | definitivo |
| S        | Maria Chiara Norgini    | Pro Patria Milano  | definitivo |
| P        | Giulia Pincerato        | Forlì              | definitivo |
| C        | Benedetta Puglisi       | San Lazzaro        | definitivo |
| L        | Carolina Zardo          | Forlì              | definitivo |

| Cessioni | Cessioni           | Cessioni            | Cessioni   |
| R.       | Nome               | a                   | Modalità   |
| -------- | ------------------ | ------------------- | ---------- |
| S/O      | Marta Agostinetto  | Brindisi            | definitivo |
| P        | Chiara Agostini    | ?                   | definitivo |
| S        | Chiara Aluigi      | Soverato            | definitivo |
| C        | Lisa Cheli         | -                   | ritirata   |
| L        | Carlotta Cervella  | Pool Padova         | definitivo |
| L        | Veronica Giacomel  | Robur Tiboni Urbino | definitivo |
| C        | Giulia Kotlar      | Zambelli Orvieto    | definitivo |
| L        | Benedetta Milan    | ?                   | definitivo |
| C        | Daniela Nardini    | Beng Rovigo         | definitivo |
| P        | Elisa Peluso       | Brindisi            | definitivo |
| S        | Stefania Pistolato | ?                   | definitivo |
| S        | Jasmine Rossini    | Zambelli Orvieto    | definitivo |

## Risultati

### Serie A2

#### Girone di andata
| 1ª giornata - 1º novembre 2014 PalaFranzanti, Piacenza         | Piacentina      | 2 - 3 | Beng Rovigo            | 17-25, 25-20, 25-22, 21-25, 10-15 |
| 2ª giornata - 9 novembre 2014 Palazzetto dello Sport, Rovigo   | Beng Rovigo     | 3 - 1 | Club Italia            | 25-12, 25-19, 26-28, 26-24        |
| 3ª giornata - 16 novembre 2014 PalaScoppa, Soverato            | Soverato        | 2 - 3 | Beng Rovigo            | 19-25, 22-25, 25-15, 25-22, 12-15 |
| 4ª giornata - 23 novembre 2014 Geopalace, Olbia                | Hermaea         | 3 - 2 | Beng Rovigo            | 23-25, 25-16, 23-25, 25-20, 15-9  |
| 5ª giornata - 30 novembre 2014 Palazzetto dello Sport, Rovigo  | Beng Rovigo     | 3 - 0 | VolAlto Caserta        | 25-19, 25-18, 25-20               |
| 6ª giornata - 7 dicembre 2014 PalaSebapolis, Trento            | Trentino Rosa   | 0 - 3 | Beng Rovigo            | 19-25, 23-25, 21-25               |
| 7ª giornata - 10 dicembre 2014 Palazzetto dello Sport, Monza   | Pro Victoria    | 3 - 0 | Beng Rovigo            | 25-17, 25-19, 25-18               |
| 8ª giornata - 14 dicembre 2014 Palazzetto dello Sport, Rovigo  | Beng Rovigo     | 0 - 3 | Obiettivo Risarcimento | 23-25, 26-28, 23-25               |
| 9ª giornata - 21 dicembre 2014 PalaRavizza, Pavia              | Pavia           | 3 - 2 | Beng Rovigo            | 25-14, 25-18, 23-25, 15-25, 15-13 |
| 10ª giornata - 26 dicembre 2014 Palazzetto dello Sport, Rovigo | Beng Rovigo     | 3 - 0 | Filottrano             | 25-22, 25-22, 25-22               |
| 12ª giornata - 11 gennaio 2015 Palazzetto dello Sport, Rovigo  | Beng Rovigo     | 1 - 3 | Neruda                 | 22-25, 23-25, 25-14, 11-25        |
| 13ª giornata - 18 gennaio 2015 PalaJacazzi, Aversa             | Libertas Aversa | 3 - 2 | Beng Rovigo            | 26-24, 21-25, 25-19, 21-25, 15-10 |

#### Girone di ritorno
| 14ª giornata - 25 gennaio 2015 Palazzetto dello Sport, Rovigo    | Beng Rovigo            | 3 - 2 | Piacentina      | 20-25, 23-25, 25-14, 25-16, 15-8  |
| 15ª giornata - 31 gennaio 2015 Centro Pavesi, Milano             | Club Italia            | 2 - 3 | Beng Rovigo     | 27-25, 25-18, 17-25, 16-25, 13-15 |
| 16ª giornata - 8 febbraio 2015 Palazzetto dello Sport, Rovigo    | Beng Rovigo            | 1 - 3 | Soverato        | 26-24, 23-25, 14-25, 19-25        |
| 17ª giornata - 15 febbraio 2015 Palazzetto dello Sport, Rovigo   | Beng Rovigo            | 3 - 0 | Hermaea         | 25-20, 25-21, 25-21               |
| 18ª giornata - 22 febbraio 2015 Palazzetto dello Sport, Caserta  | VolAlto Caserta        | 3 - 1 | Beng Rovigo     | 30-28, 25-27, 25-23, 25-20        |
| 19ª giornata - 8 marzo 2015 Palazzetto dello Sport, Rovigo       | Beng Rovigo            | 3 - 1 | Trentino Rosa   | 25-17, 16-25, 25-16, 25-21        |
| 20ª giornata - 11 marzo 2015 Palazzetto dello Sport, Rovigo      | Beng Rovigo            | 3 - 1 | Pro Victoria    | 25-16, 25-18, 23-25, 25-16        |
| 21ª giornata - 15 marzo 2015 Palasport Città di Vicenza, Vicenza | Obiettivo Risarcimento | 3 - 1 | Beng Rovigo     | 25-13, 25-21, 26-28, 27-25        |
| 22ª giornata - 22 marzo 2015 Palazzetto dello Sport, Rovigo      | Beng Rovigo            | 3 - 0 | Pavia           | 25-20, 25-23, 28-26               |
| 23ª giornata - 29 marzo 2015 PalaBandinelli, Osimo               | Filottrano             | 3 - 2 | Beng Rovigo     | 25-21, 25-22, 15-25, 17-25, 15-13 |
| 25ª giornata - 8 aprile 2015 PalaResia, Bolzano                  | Neruda                 | 3 - 2 | Beng Rovigo     | 27-29, 25-22, 22-25, 25-22, 15-8  |
| 26ª giornata - 12 aprile 2015 Palazzetto dello Sport, Rovigo     | Beng Rovigo            | 1 - 3 | Libertas Aversa | 22-25, 23-25, 25-21, 16-25        |

#### Play-off promozione
| Quarti di finale (andata) - 15 aprile 2015 PalaJacazzi, Aversa             | Libertas Aversa        | 1 - 3 | Beng Rovigo            | 32-34, 18-25, 25-21, 21-25        |
| Quarti di finale (ritorno) - 19 aprile 2015 Palazzetto dello Sport, Rovigo | Beng Rovigo            | 3 - 2 | Libertas Aversa        | 25-22, 23-25, 25-20, 15-25, 15-13 |
| Semifinali (gara 1) - 22 aprile 2015 Palasport Città di Vicenza, Vicenza   | Obiettivo Risarcimento | 3 - 2 | Beng Rovigo            | 29-27, 25-20, 26-28, 23-25, 16-14 |
| Semifinali (gara 2) - 25 aprile 2015 Palazzetto dello Sport, Rovigo        | Beng Rovigo            | 3 - 0 | Obiettivo Risarcimento | 25-22, 25-14, 25-22               |
| Semifinali (gara 3) - 29 aprile 2015 Palasport Città di Vicenza, Vicenza   | Obiettivo Risarcimento | 3 - 1 | Beng Rovigo            | 20-25, 25-21, 25-18, 25-19        |

### Coppa Italia di Serie A2

#### Fase a eliminazione diretta
| Quarti di finale (andata) - 21 gennaio 2015 Palazzetto dello Sport, Rovigo       | Beng Rovigo            | 3 - 1 | Obiettivo Risarcimento | 25-18, 25-17, 23-25, 25-18 |
| Quarti di finale (ritorno) - 28 gennaio 2015 Palasport Città di Vicenza, Vicenza | Obiettivo Risarcimento | 1 - 3 | Beng Rovigo            | 25-20, 13-25, 28-30, 17-25 |
| Semifinali (andata) - 4 febbraio 2015 Palazzetto dello Sport, Rovigo             | Beng Rovigo            | 1 - 3 | Pro Victoria           | 25-21, 19-25, 23-25, 21-25 |
| Semifinali (ritorno) - 11 febbraio 2015 Palazzetto dello Sport, Monza            | Pro Victoria           | 0 - 3 | Beng Rovigo            | 21-25, 22-25, 23-25        |
| Finale - 1º marzo 2015 105 Stadium, Rimini                                       | Neruda                 | 3 - 0 | Beng Rovigo            | 25-23, 25-19, 25-19        |

## Statistiche

### Statistiche di squadra
| Competizione             | Punti | In casa | In casa | In casa | In trasferta | In trasferta | In trasferta | Totale | Totale | Totale |
| Competizione             | Punti | G       | V       | P       | G            | V            | P            | G      | V      | P      |
| ------------------------ | ----- | ------- | ------- | ------- | ------------ | ------------ | ------------ | ------ | ------ | ------ |
| Serie A2                 | 37    | 14      | 10      | 4       | 15           | 5            | 10           | 29     | 15     | 14     |
| Coppa Italia di Serie A2 | -     | 2       | 1       | 1       | 2            | 2            | 0            | 5      | 3      | 2      |
| Totale                   | -     | 16      | 11      | 5       | 17           | 7            | 10           | 34     | 18     | 16     |

G = partite giocate; V = partite vinte; P = partite perse

### Statistiche dei giocatori
| Giocatore           | Serie A2 | Serie A2 | Serie A2 | Serie A2 | Serie A2 | Coppa Italia di Serie A2 | Coppa Italia di Serie A2 | Coppa Italia di Serie A2 | Coppa Italia di Serie A2 | Coppa Italia di Serie A2 | Totale | Totale | Totale | Totale | Totale |
| Giocatore           | P        | PT       | AV       | MV       | BV       | P                        | PT                       | AV                       | MV                       | BV                       | P      | PT     | AV     | MV     | BV     |
| ------------------- | -------- | -------- | -------- | -------- | -------- | ------------------------ | ------------------------ | ------------------------ | ------------------------ | ------------------------ | ------ | ------ | ------ | ------ | ------ |
| R. Brusegan         | 29       | 276      | ?        | ?        | ?        | 5                        | 33                       | 18                       | 10                       | 5                        | 34     | 309    | ?      | ?      | ?      |
| A. Coan             | 5        | 2        | ?        | ?        | ?        | 1                        | 0                        | 0                        | 0                        | 0                        | 6      | 2      | ?      | ?      | ?      |
| L. Crapaldi         | 16       | 83       | ?        | ?        | ?        | 4                        | 12                       | 11                       | 1                        | 0                        | 20     | 95     | ?      | ?      | ?      |
| A. Guatelli         | 28       | 353      | ?        | ?        | ?        | 5                        | 58                       | 52                       | 2                        | 4                        | 33     | 411    | ?      | ?      | ?      |
| G. Lisandri         | 7        | 39       | ?        | ?        | ?        | 2                        | 3                        | 3                        | 0                        | 0                        | 9      | 42     | ?      | ?      | ?      |
| S. Lotti            | 29       | 347      | ?        | ?        | ?        | 4                        | 59                       | 50                       | 8                        | 1                        | 33     | 406    | ?      | ?      | ?      |
| J. M'Bra            | 7        | 22       | ?        | ?        | ?        | 2                        | 3                        | 3                        | 0                        | 0                        | 9      | 25     | ?      | ?      | ?      |
| C. Manfredini       | 29       | 455      | ?        | ?        | ?        | 5                        | 66                       | 60                       | 3                        | 3                        | 34     | 521    | ?      | ?      | ?      |
| L. Musti De Gennaro | 24       | 266      | ?        | ?        | ?        | 5                        | 57                       | 46                       | 7                        | 4                        | 29     | 323    | ?      | ?      | ?      |
| M. Norgini          | 17       | 2        | ?        | ?        | ?        | 2                        | 0                        | 0                        | 0                        | 0                        | 19     | 2      | ?      | ?      | ?      |
| G. Pincerato        | 29       | 122      | ?        | ?        | ?        | 5                        | 13                       | 5                        | 7                        | 1                        | 34     | 135    | ?      | ?      | ?      |
| B. Pugliesi         | 5        | 8        | ?        | ?        | ?        | 0                        | 0                        | 0                        | 0                        | 0                        | 5      | 8      | ?      | ?      | ?      |
| C. Zardo            | 28       | -        | -        | -        | -        | 5                        | -                        | -                        | -                        | -                        | 33     | -      | -      | -      | -      |
| B. Milan            | 0        | -        | -        | -        | -        | -                        | -                        | -                        | -                        | -                        | 0      | -      | -      | -      | -      |

P = presenze; PT = punti totali; AV = attacchi vincenti; MV = muri vincenti; BV = battute vincenti